# Erwin (Tennessee)
Erwin é uma cidade localizada no estado norte-americano de Tennessee, no Condado de Unicoi.

## Demografia
Segundo o censo norte-americano de 2000, a sua população era de 5610 habitantes.
Em 2006, foi estimada uma população de 5806, um aumento de 196 (3.5%).

## Geografia
De acordo com o United States Census Bureau tem uma área de
9,2 km², dos quais 9,2 km² cobertos por terra e 0,0 km² cobertos por água. Erwin localiza-se a aproximadamente 539 m acima do nível do mar.

## Localidades na vizinhança
O diagrama seguinte representa as localidades num raio de 20 km ao redor de Erwin.